# Diogo Jota
Diogo José Teixeira da Silva (znan kot Diogo Jota), portugalski nogometaš, * 4. december 1996, Porto, Portugalska, † 3. julij 2025, Cernadilla, Španija.
Diogo Jota je pokojni portugalski profesionalni nogometaš, ki je igral kot napadalec ali levo krilo, znan je bil po dobrem strelu, hitrem teku in sposobnosti preigravanja.
Člansko kariero je začel pri portugalskem klubu Paços de Ferreira, leta 2016 je podpisal za Atlético Madrid v La Ligi. Po dveh sezonah v Primeira Ligi je bil posojen v Porto leta 2016 in v Wolverhampton Wanderers v EFL Championship leta 2017. S klubom se je uvrstil v Premier League in leta 2018 prestopil v klub za 14 milijonov Eurov. Skupno je za Wolverhampton Wanderersa odigral 131 prvenstvenih tekem in dosegel 44 golov. Leta 2020 je podpisal Liverpool za 41 milijonov funtov ter s klubom osvojil naslov angleškega državnega prvaka v sezoni 2024/25 in FA pokal v sezoni 2021/22, skupno pa za klub odigral 123 prvenstvenih tekem in dosegel 47 golov.
Bil je član portugalske reprezentance od mladinske selekcije do 19 let, 21 let, 23 let do članske reprezentance. V slednji je debitiral novembra 2019 ter nastopil na svetovnem prvenstvu leta 2022 ter evropskih prvenstvih v letih  2020 in 2024. Z reprezentanco je osvojil Ligo narodov v letih 2019 in 2025.
3. julija 2025 je umrl  v prometni nesreči v Cernadilli v Španiji, skupaj s svojim bratom Andréjem Filipom.